# Departement Gelderland
Het departement Gelderland bestond van 1802 tot 1810. De hoofdstad was Arnhem. Het omvatte ongeveer de huidige provincie Gelderland.
Na de oprichting van het Bataafs Gemenebest in 1801 werd bij wet van 21 juni 1802 de departementale indeling van het rijk vastgesteld. De grenzen van het voormalige gewest Gelderland van de Bataafse Republiek werden hersteld. De graafschappen Culemborg en Buren, die nooit hadden behoord tot het rechtsgebied van de Republiek der Zeven Verenigde Nederlanden, werden aan Gelderland toegevoegd.
Na de oprichting van het koninkrijk Holland in 1806 werd bij wet van 13 april 1807 de departementale indeling van het rijk vastgesteld. Omdat de Maas als grensrivier werd vastgesteld, werden de dorpen Dieden en Oijen bij het departement Brabant gevoegd.

Landdrost van Gelderland ten tijde van het koninkrijk Holland waren:
Gerardus Wilhelmus Josephus van Lamsweerde (8 mei 1807 – 4 november 1807)
Jan Arend de Vos van Steenwijk (2 december 1807 – 1 januari 1810)
Johan Gijsbert Verstolk van Soelen (1 januari 1810 – 28 december 1810)
Op 16 maart 1810 werd het gebied van het departement ten zuiden van de Waal door Frankrijk geannexeerd en bij het Franse departement Monden van de Rijn gevoegd.
Toen het gehele Koninkrijk Holland op 9 juli 1810 bij het Eerste Franse Keizerrijk werd gevoegd, werd op 1 januari 1811 het resterende deel van het departement Gelderland omgevormd tot het departement Boven-IJssel.

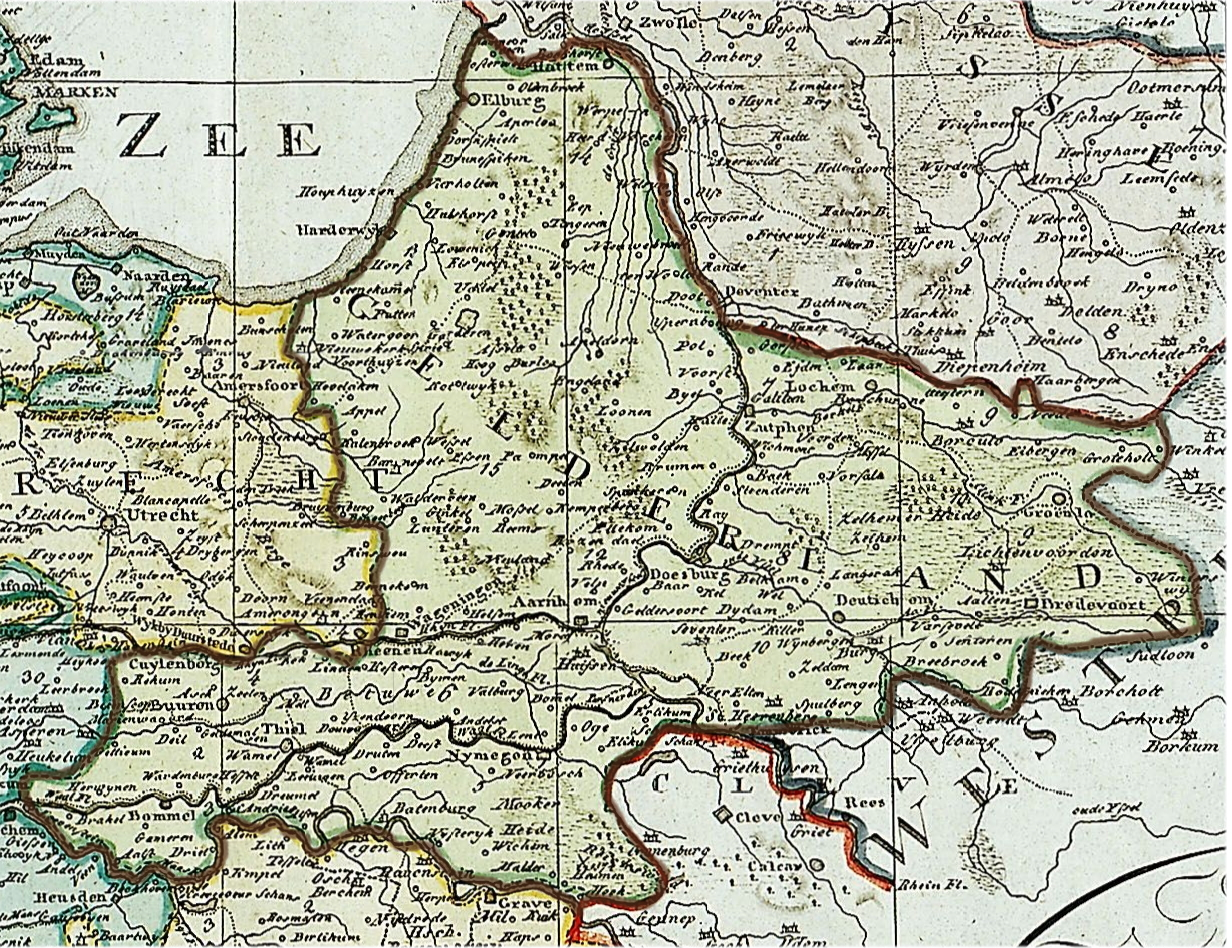
Kaart uit 1802

Bataafs Brabant · Friesland · Gelderland · Holland · Overijssel · Stad en Landen van Groningen · Utrecht · Zeeland
Amstelland · Brabant · Drenthe · Gelderland · Groningen · Friesland · Maasland · Oost-Friesland · Overijssel · Utrecht · Zeeland